# Лаврівський Юрій
Лаврівський Юрій (нар. 28 березня 1909, Нікополь, Україна — пом. 24 червня 1982, Баффало, США) — естрадний співак, актор, педагог.

## Життєпис
Закінчив гімназію в Бережанах, Галичина. Музикальну освіту здобув у Львівській консерваторії під керівництвом Романа Лубинецького (1927–34 рр.). З 1934 р. викладав музику в гімназіях Львів, Грубешів, Томашів, Любеля та Бережани. У 1939–41 рр. — актор Тернопільського обласного театру. Згодом — Львівського оперного театру (1941–42) й театру «Веселий Львів» (1942–44). Після Другій світовій війні — на еміграції в Німеччині працював в українському театрі «Камерна сцена».
У 1949 році переїхав до США. Оселився в Баффало, де заснував і керував українською щотижневою радіопрограмою на радіостанції WWOL (до 1967).
Організував театральну групу «Чайка» (активна 1949–1950 рр.) та чоловічий квартет «Трубадури» (активний у 1950-х роках).
Диригент хору «Бурлаки» (1959–1982 рр.).
Від 1946 р. — член Об'єднання митців української сцени (ОМУС).